# Philanthropy in Ukraine
Philanthropy in Ukraine («Філантропія в Україні») — українська громадська організація, що сприяє розвитку філантропії та підвищенню інституційної спроможності українських НУО. Ключовим проєктом є due diligence-платформа PhilinUA для верифікації та мапування неприбуткових організацій.  

## Історія
Організацію заснували у 2023 році Євгенія Мазуренко, Анна Нішніанідзе та Любов Раїнчук. Її основна мета — зробити український неприбутковий сектор більш видимим та надійним для міжнародних партнерів через впровадження комплексної системи перевірки організацій.  
Про запуск пілотної програми та тестування методології повідомили українські медіа, підкреслюючи її значення для міжнародних донорів і розвитку фандрейзингу в Україні.
У 2024–2025 роках Philanthropy in Ukraine провела пілотне оцінювання 18 організацій та підготувала перший аналітичний звіт, що став основою для подальшого масштабування програми.

## Діяльність
Організація працює у трьох ключових напрямах:  
- Верифікація та мапування НУО — створення бази перевірених організацій для міжнародних донорів;
- Освітні програми для НУО — курси та майстер-класи з інституційного розвитку та фандрейзингу, що висвітлювали українські медіа;[3]
- Аналітична робота — дослідження стану неприбуткового сектору та потреб грантодавців.

Діяльність організації привернула увагу міжнародних видань, які відзначали, що українські неприбуткові організації стикаються з дефіцитом довгострокового фінансування та вигоранням кадрів, а ініціативи з прозорості, як у PIU, можуть змінити ситуацію.

## Дослідження
Громадська організація провела два дослідження:
- Очікування та виклики грантодавців в Україні [5]

- Виклики та потреби українського неприбуткового сектору [6]

## Міжнародна співпраця
Philanthropy in Ukraine співпрацює з міжнародною гуманітарною організацією Help – Hilfe zur Selbsthilfe в межах програми **Help Localization Facility (HLF)**. У рамках цього проєкту організація провела процедури due diligence для українських НУО, які претендували на фінансування німецьких донорів.  

## Партнери
- Global Giving
- Center for Disaster Philanthropy
- Disasters Emergency committee members:
  - Christian Aid
  - CAFOD
  - CARE International UK
  - Save the Children UK

## Наглядова рада
- Сергій Лукачко (CEO «Моє Місто»)
- Ліз Гаррісон (гуманітарний експерт)
- Тереза Кроуфорд (консультантка зі стратегії та організаційного розвитку, співзасновниця IPKO Foundation)
- Ізабелла Джин (екс-директорка Collaborative Learning в CDA)
- Євгенія Мазуренко (членкиня наглядової ради БФ «Голоси дітей»)

## Відзнаки
- Перемога у національному конкурсі «Благодійна Україна-2025» у категорії «Інновації у благочинності».[7]